# Xizangiana plankton
Espèce
Xizangiana plankton est une espèce d'araignées aranéomorphes de la famille des Gnaphosidae.

## Distribution
Cette espèce est endémique du Tibet en Chine,. Elle se rencontre dans le xian de Rinbung.

## Description
Le mâle holotype mesure 3,38 mm et la femelle paratype 3,99 mm, les mâles mesurent de 3,38 à 3,85 mm.

## Systématique et taxinomie
Cette espèce a été décrite par Liu et Zhang en 2024.

## Étymologie
Cette espèce est nommée en référence à Plankton. 

## Publication originale
- Liu & Zhang, 2024 : « A new species of the genus Xizangiana Sherwood, Li & Zhang, 2022 (Araneae, Gnaphosidae) from Xizang, China. » Biodiversity Data Journal, vol. 12, no e116569, p. 1-7 (texte intégral).